# Kungsholmarna
Kungsholmarna är öar i Finland. De ligger i Finska viken och i kommunen Raseborg i den ekonomiska regionen  Raseborg i landskapet Nyland, i den södra delen av landet. Öarna ligger omkring 70 kilometer väster om Helsingfors.
Arean för den av öarna koordinaterna pekar på är 4 hektar och dess största längd är 280 meter i öst-västlig riktning.